# Callistomys pictus
Callistomys pictus är en däggdjursart som först beskrevs av Francois Jules Pictet de la Rive 1841.  Callistomys pictus är ensam i släktet Callistomys som ingår i familjen lansråttor. Inga underarter finns listade i Catalogue of Life. Före 1998 infogades arten i olika andra släkten inom familjen lansråttor. Släktets vetenskapliga namn är sammansatt av de grekiska orden callisto (snygg) och mys (mus).
Enligt en genetisk studie från 2014 är arten närmare släkt med sumpbävern (Myocastor coypus) än med andra lansråttor. Därför borde sumpbävern ingå i familjen lansråttor.

## Utbredning
Denna gnagare förekommer i östra Brasilien i delstaten Bahia vid Atlanten. Arten lever främst i områden där kakaoträd odlas och den äter trädens blad. Troligen vistades den ursprungligen i regnskogar i låglandet.

## Utseende
Arten når en kroppslängd (huvud och bål) av 25,0 till 29,5 cm och en svanslängd av 27,3 till 32,5 cm. Bakfötterna är 4,3 till 4,7 cm långa och öronen är cirka 1,6 cm stora. Callistomys pictus ingår i familjen lansråttor men den saknar styva hår eller taggar. Håren är däremot långa samt mjuka och pälsen är tät. På ovansidan är håren nära roten brun och resten är vit eller svart. Det svarta området finns på axlarna och fram till stjärten och liknar en sadel. Alla andra delar av ovansidan samt undersidan är vita och det finns en tydlig gräns mellan dessa områden. Ett annat svart område förekommer på huvudets topp. Svart päls täcker svansens övre del nära bålen och ett avsnitt vid svansspetsen är ovanpå vit. Svansens undersida har en gulaktig färg. Arten har långa och smala morrhår som når axlarna när en människa böjer de bakåt.
Det nya släktet etablerades huvudsakligen på grund av avvikande detaljer av kraniet och tänderna. Enligt samma studie bör även en utdöd art ingå i släktet Callistomys som ursprungligen blev beskriven av Winge 1888 som Lasiuromys villosus. Nu levande arter som tidigare ingick i Lasiuromys flyttades till släktet Isothrix.

## Status
Beståndet hotas av skogsavverkningar när odlingsmark eller trafikstråk etableras. Fram till 2016 var bara 13 exemplar kända. Populationens storlek är inte känd men det antas att beståndet minskar. Därför och på grund av det begränsade utbredningsområdet listas Callistomys pictus av IUCN som starkt hotad (EN).